# Nightwatching
Nightwatching è un film del 2007 diretto da Peter Greenaway.

## Trama
Rembrandt, pittore già affermato e conosciuto in tutta Europa, accetta una commissione: dipingere il ritratto del capo della guardia delle milizie. Scoperto che alcuni officiali del corpo si sono macchiati di omicidi e di atti di cospirazione, l'artista, in segno di protesta, redigerà la celebre tela Ronda di notte. Le milizie, per screditare il maestro olandese, escogitano un piano nefasto.

## Produzione
Per il film, Greenaway ha potuto ottenere un budget complessivamente alto, di circa 7,5 milioni di dollari.
Nightwatching è la prima opera appartenente ad una trilogia "pittorica". Segue con Goltzius and the Pelican Company e terminerà con una pellicola inerente alla vita di Hieronymus Bosch (in fase di pre-produzione).
Il titolo del lungometraggio è la traduzione inglese della tela Ronda di notte.

## Distribuzione
In Italia è uscito in formato direct to video, per la collana Cecchi Gori Group, in collaborazione con la casa di distribuzione Lo Scrittoio. È stato, successivamente, riproposto nelle sale a partire dal 2016.

## Accoglienza
Sul dizionario Il Morandini, la pellicola è stato recensita positivamente, sottolineando come sia un «film di eleganza squisita, alla prima maniera di Greenaway, teatrale nella costruzione».

## Riconoscimenti
- 2007 - Nederlands Film Festival
  - Miglior Design di Produzione (Maarten Piersma)
  - Miglior Sceneggiatura (Peter Greenaway)
  - Candidatura Miglior Fotografia (Reinier van Brummelen)
  - Candidatura Miglior Regia (Peter Greenaway)
  - Candidatura Miglior Produzione (Kees Kasander)
- 2007 - 64ª Mostra internazionale d'arte cinematografica di Venezia
  - Premio Fondazione Mimmo Rotella
  - Premio d'Apertura